# Sorbus arranensis
Sorbus arranensis, đôi khi gọi là Scottish hoặc Arran Whitebeam trong tiếng Anh, là một loài hoa thu Arran thuộc họ Rosaceae. Đây là loài đặc hữu của hòn đảo Arran thuộc Scotland.

## Hình ảnh

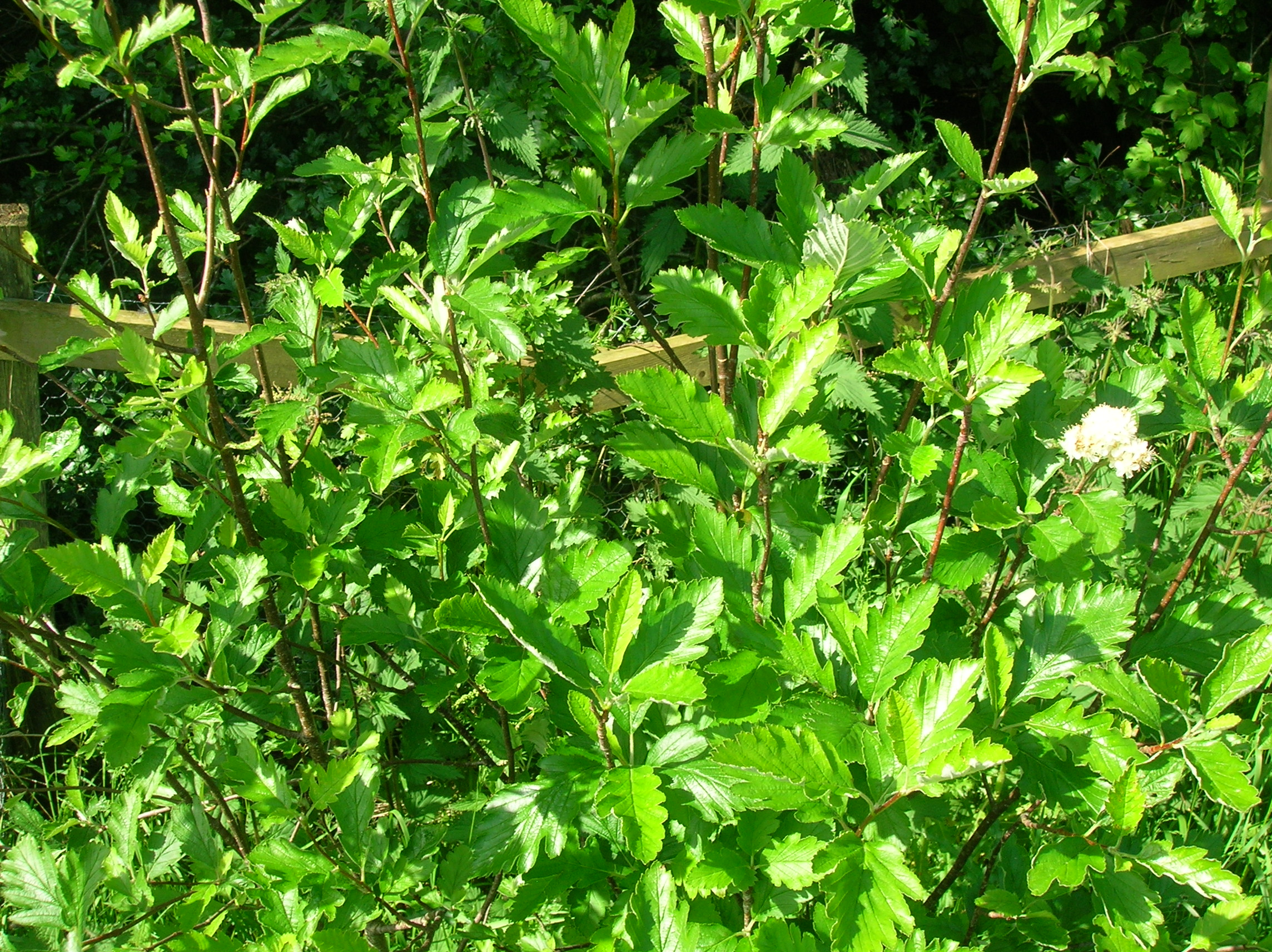